# Chen Shih-hsin
Chen Shih-hsin (chiń. 陳詩欣; ur. 16 listopada 1978) – tajwańska zawodniczka taekwondo, mistrzyni olimpijska z Aten (2004), mistrzyni igrzysk azjatyckich (2002). Zdobywczyni pierwszego złotego medalu olimpijskiego dla Chińskiego Tajpej.
W 2004 roku uczestniczyła w igrzyskach olimpijskich w Atenach. W kategorii do 49 kg zdobyła złoty medal olimpijski. Została tym samym pierwszą mistrzynią olimpijską startującą w barwach Chińskiego Tajpej.
W 2003 roku wzięła udział w mistrzostwach świata, odpadła w 1/8 finału w kategorii do 47 kg. W 2002 roku zdobyła złoty medal igrzysk azjatyckich w tej samej kategorii wagowej. 